# Dokonon
Le dokonon ou doucoune est une boulette à base de patate douce consommée, comme dessert, dans les départements français des Caraïbes, dans certaines îles des Antilles et pays d'Amérique du sud.

## Différentes versions
C'est une spécialité "cousine" des tamals, pamonhas ou pasteles d'Amérique du Sud.
Si dokonon est le nom guyanais de cette boulette, elle se nomme "tie leaf" dans les pays anglophones, ducana à la Barbade et à Antigua-et-Barbuda, payme à Trinité-et-Tobago et Sainte-Lucie, conkie à Grenade, dukunu à Belize, ducuna à Saint-Christophe-et-Niévès...
La version guadeloupéenne s’appelle doucoune ; il s’agit d’une sorte de pain de maïs. Le doucoune de Martinique est cuit au four avec de la confiture de noix de coco.
Le plat jamaïcain correspondant s’appelle duckanoo ou blue draws ; il est cuit au four,.

## Préparation
Parfois fait en pudding, ce dessert est une variante de la "cuvette ducana" qui est un plat originaire d'Afrique. Ils sont fabriqués à partir de patates douces râpées, de noix de coco râpée, de sucre, de farine, de lait et/ou d'eau de coco, de raisins secs, de gingembre, de noix de muscade râpée, de sel et d'essence ou d'extrait de vanille. L'ensemble est enveloppé dans une feuille de bananier et ensuite cuit dans de l'eau bouillante,,,,,,,,,,,,,,,,,,. Le mélange est mélangé dans un bol jusqu'à ce qu'il recouvre abondamment le dos d'une cuillère. La méthode de cuisson est assez simple, mais le plus compliqué reste l'emballage. Le mélange peut être cuit enveloppé dans une feuille où d'autres préfèrent le faire cuire enveloppé dans des feuilles de bananiers, ou des feuilles balnéaire de raisin. De toute façon les contenus enveloppés doivent être bouillies dans l'eau salée pendant environ 25 minutes ou jusqu'à ce que le mélange dans l'emballage soit ferme.
Après la cuisson, il est souvent servi avec de la morue de sel et ce que les anglophones appellent "chop-up" qui est un mélange d'épinards, l'aubergine et le gombo. Il est également consommé en fines tranches et frit légèrement.

## Histoire
Ce sont les Africains, réduits en esclavage, qui ont amené cette recette en Guyane et Antigua-et-Barbuda, ainsi que dans certaines autres îles des Caraïbes.